# 朱寔昌
朱寔昌（1480年—？），字士光，號鶴坡，江西瑞州府高安縣人，明朝政治人物。

## 生平
府學生中式正德二年（1507年）江西鄉試第二十九名舉人，年二十九歲中式正德三年（1508年）戊辰科會試第一百六十五名，第三甲第二十二名進士。授旌德縣知縣，改海鹽縣知縣，正德十一年（1516年）十月擢湖廣道御史。嘉靖初以議大禮被廷杖，改南京御史，乞歸養。都御史屠滽舉薦，起補北道御史，巡按蘇松時，三吳大饑，奏緩歲賦三十八萬餘。嘉靖六年（1527年）任淮安府知府，致仕卒。

## 家族
曾祖朱益。祖父朱正己，贈兵部主事。父朱繼祖，楚雄府知府、雲南參政。母辛氏，封安人。具庆下。兄朱㝱昌、弟朱憲昌、朱寶昌、朱寓昌。